# 32 variacions en do menor (Beethoven)
Les 32 variacions en do menor, WoO 80, són una sèrie de variacions sobre un tema original per a piano sol compostes per Ludwig van Beethoven la tardor de 1806. Van aparèixer publicades, sense número d'opus i sense dedicatòria, a l'abril de 1807, al taulell de les Arts i de la Indústria a Viena.

## Història
El 1806 fou també l'any en què escrigué també els cèlebres quartets Razumovsky i el concert per a violí i orquestra op 61.
Les variacions van aparèixer publicades en 1807 a Viena, i ho van fer sense dedicatòria i sense que existeixi o s'hagi conservat cap prova que hi hagués una negociació escrita amb l'editor. Així mateix, no hi ha cap referència de Beethoven a aquesta obra en tota la seva correspondència conservada i tampoc es tenen proves que ell la interpretés en públic mai. Tampoc s'ha conservat cap manuscrit original d'aquesta obra. Certament hi ha poca informació disponible sobre la història de la composició d'aquesta peça, cosa que sorprèn donada la seva envergadura.

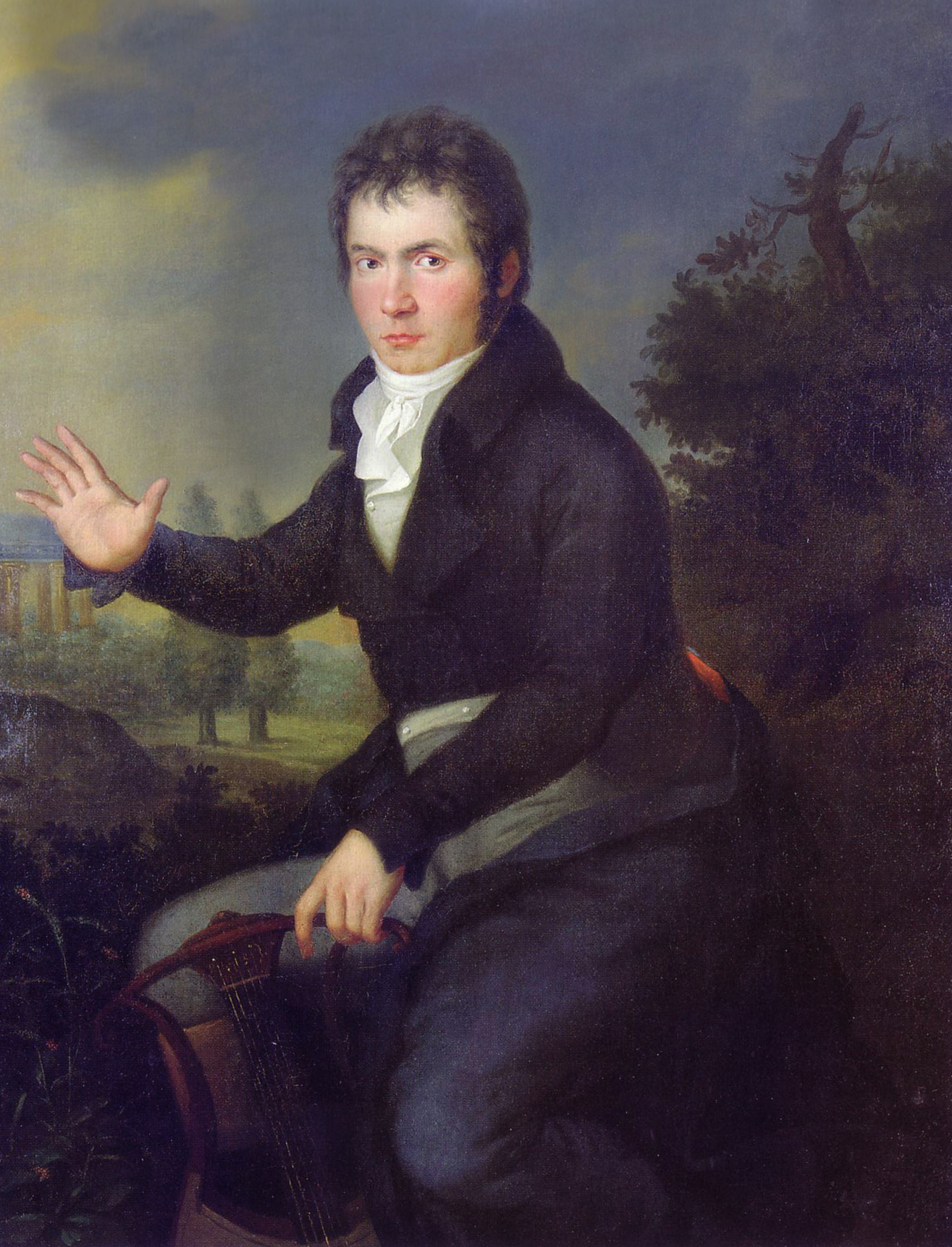
Ludwig van Beethoven pintat per Joseph Mähler entre 1804 i 1806

## Anàlisi musical
Es componen d'un tema Allegretto en compàs de 3/4 de 8 compassos, de 31 variacions de 8 compassos cadascuna i d'una variació final de 50 compassos. La seva interpretació dura aproximadament 11 minuts.
El tema, molt breu i solemne, amb una progressió d'acords a la mà esquerra, basada en una línia cromàtica descendent del baix, és a l'estil d'una xacona. La idea d'ostinato de la xacona es troba a diversos elements d'escriptura del conjunt, en particular en les notes repetides, els arpegis successius, els elements ràpids o els pedals.
La primera variació conté arpegis en staccato i notes repetides a la mà dreta, mentre que a la segona variació el protagonisme és a la mà esquerra i, a la tercera, aquesta figuració la realitzen les dues mans simultàniament, amb un moviment contrari. Els tres primeres variacions són molt fluids (leggiermente), les següents són molt contrastades (ƒƒ, con espressione, sempre forte).
Les variacions 12 a 16 són en do major, i reprenen l'element líric del tema en diferents textures. La reaparició del mode menor es produeix en la variació 17, una fughetta a dues veus; després venen els elements ascendents de la variació 18, i les brodadures que subratllen els contratemps (variació 19 a 22). En la variació 23 s'instal·la una estructura més densa a la qual s'oposen les variacions amb caràcter de coral (variació 28 i 30). La variació 31 reprèn el cant del tema abans que arribi variació final, molt ràpida, que opta per una polifonia qui reuneix els elements del tema en una nova configuració sobre un pedal de do menor.
Fins on sabem, en vida de l'autor es van reimprimir edicions d'aquesta obra a Viena, així com també en altres ciutats d'Alemanya i també a París, tot i que no van ser editades a Londres en vida de l'autor. També se sap que van rebre una crítica favorable a l'Allegemeinen Musikalischen Zeitung (Leipzig) el 1807. Aquests fets parlen d'una bona popularitat de la peça en vida de Beethoven, que ha mantingut fins als nostres dies.
No obstant això, l'obra no té assignat cap número d'opus. Fins a l'any 1808, Beethoven només assignava número d'opus en la seva obra per a piano als seus cicles de sonates o a obres que considerava importants i dignes de ser incloses en el seu catàleg. Així, les variacions que normalment escrivia basant-se en temes d'altres majoritàriament quedaven fora del seu catàleg d'Opus. Aquestes variacions basades en temes aliens solien ser suggerides per l'admirador, estudiant, o mecenes per al qual estava dedicada la peça. En canvi, les trenta-dues variacions en Do menor no tenen dedicatòria i estan basades en un tema original. O això sembla.
De fet hi ha una gran similitud entre el tema de les trenta-dues variacions i una altra obra coetània al temps de la seva composició. El compositor alemany Peter von Winter (1754-1825) va ser un músic que malgrat estar completament oblidat avui dia, va tenir cert èxit amb les seves òperes en vida. Hi ha una òpera, anomenada "El sacrifici ininterromput", de temàtica semblant a les índies galants, que va ser la més popular. Sabem també que Beethoven coneixia aquesta obra, ja que les set variacions per a piano en Fa major WoO 75 estan escrites sobre un quartet d'aquesta òpera. El sorprenent és que després d'aquest lleuger tema, a l'òpera de Winter, segueix una dramàtica ària en la qual el protagonista s'enfronta a la mort. I la introducció orquestral d'aquesta ària guarda una semblança quasi total amb el tema de les trenta-dues variacions en Do menor. Malgrat que no hi ha cap evidència clara sobre que Beethoven recollís el seu tema del de Winter, sí que pot donar-nos una pista sobre el significat d'aquest tema.
També existeix un paral·lelisme conceptual entre aquestes 32 variacions en Do menor i les variacions sobre la follia de Carl Philipp Emmanuel Bach.
L'obra consisteix en un cicle compost per un tema de vuit compassos, seguit de trenta-dues variacions. En caràcter i estil pertanyen al període mitjà de l'obra de compositor. Aquestes variacions estan pensades sota un únic fil conductor musical, generant seccions formals entre elles, i no com variacions soltes. S'agrupen en quatre o tres seccions, depenent de si es relacionen d'alguna forma amb la forma sonata o la forma ternària.
Com a forma sonata:
- Tema i exposició (1-11)
- Desenvolupament (12-22)
- Recapitulació (23-30)
- Coda (31-32)

Com a forma ternària:
- Secció A (1-11)
- Secció B (12-16)
- Secció A '(17- 30)
- Coda (31-32)

Cadascun dels grups comença amb dinàmica piano i conté una acumulació de tensió, conduint a través de contrastos temàtics cap a un clímax. L'interès d'aquest cicle no radica tant en els nous mètodes de variació, sinó en la varietat de presentacions basades en la preservació del mateix baix. Les variacions es basen en un tema de vuit compassos (que presenta aquesta base harmònica en el baix que es manté tota l'obra), i l'estructura externa del global de la peça s'assembla a la vella forma de la xacona o la Folia. El cicle conté dos tipus de variacions: les de tipus polifònic, on domina el baix cromàtic, i les de tipus rítmic-melòdic, en el qual la melodia i els canvis rítmics dominen.

### Tema
El tema, a nivell rítmic, va a ritme de sarabanda. El ritme de sarabanda és un dels pilars constructius de la peça, a causa de la rivalitat dramàtica que s'estableix entre el primer temps fort i el segon com un competidor d'aquest (Beethoven exagera aquesta rivalitat en la coda afegint un sforzando a la segona part). A nivell melòdic harmònic, es basa en la contraposició del baix contra la soprano. El baix, que segueix un moviment cromàtic descendent, s'assembla al que consideraríem un baix de lament, típic de les xacones del passat. La melodia de la soprano segueix un moviment contrari ascendent, fins que la contraposició de tots dos elements arriba a un punt de saturació en el compàs 6 i es desfà en un silenci tens a tall de fractura postculminant, seguit d'un uníson a manera de cadència final. Aquesta fractura postculminant és una tècnica característica de tot el cicle i apareix en totes les variacions.

### Variacions
Després del tema segueixen tres variacions (1-3) que presenten el mateix tipus de figuració (semicorxeres). La primera a la mà dreta, la segona a l'esquerra i la tercera amb les dues. Cada una d'aquestes variacions condueix directament a la següent, pel que representen totes 3 una unitat en si mateixes.
Després hi ha tres variacions (4-6), cadascuna de les quals, en canvi, difereix de l'altra, però es combinen en què la primera i la tercera tenen un moviment per tresets, mentre que la del mig manté una subdivisió binària. Aquest fet genera una simetria formal que representa un grup complet. En aquest grup de variacions apareix el cèlebre motiu del destí, tant en forma de tresets com en ritme binari (especialment en el començament de la sisena variació, on apareix a l'inici de forma declamada molt similar a com ho fa en la coda de la sonata Apassionatta).
A continuació ve un grup de cinc variacions (7-11) que segueixen el mateix principi d'agrupació simètrica que el grup anterior. Trobem dues variacions basades en el mateix tipus de transformació (7 i 8), una de transformació contrastant (9) i de nou altres dues variacions basades en el mateix tipus de transformació entre si (10-11). La variació central (9) representaria un estat de calma prèvia a l'explosió de les variacions 10 i 11, que tanquen la primera gran secció de la peça.
Seguidament ens trobem amb l'episodi central en Do major, constituït per cinc variacions (12-16), les quals formen una unitat formal causa de la seva unitat tonal en contrast amb la resta de la peça. És destacable que en aquestes variacions "centrals" el patró del baix cromàtic passa de ser descendent a ser ascendent, la qual cosa pot tenir rellevància en termes de significació musical, deixant de ser un basso lamento. Aquestes variacions es divideixen en grups d'1/2/2 de la següent manera:
- La variació 12 té textura coral i presenta amb valors llargs la nova tonalitat major i el canvi en el moviment del baix
- Les variacions 13 i 14 es basen ambdues en la contraposició entre la melodia i un contrapunt de semicorxeres. Aquest és d'una sola nota a la 13 i de dobles notes a la 14, el que produeix un efecte d'acumulació.
- Les variacions 14 i 16 es basen en una transformació rítmica de la melodia. Primer a tresets i després a semicorxeres, generant així una tensió rítmica que es resol en la cadència final a manera de conclusió de la secció central.

A continuació segueix un grup de sis variacions (17-22), una mica més lliurement ubicades. Aquesta "llibertat" és fruit d'una construcció fragmentada que es pot identificar amb una aparença de desenvolupament. Torna de nou la tonalitat menor i el baix cromàtic descendent és substituït per una polarització tònica-dominant.
- Variació 17: es basa en un contrapunt imitatiu entre dues veus sobre un acompanyament suau.
- Variació 18: consisteix en un disseny de ràpides escales sobre un baix eixordador
- Variació 19: Una contraposició entre llums i ombres basant-se en l'alternança entre dinàmiques i registres (el registre greu és tocat forte i l'agut piano, canviant la dinàmica de manera sobtada)
- Variacions 20 i 21: Similar procés de transformació que les variacions 10 i 11, només que ara amb tresets de semicorxera.
- Variació 22: Estrictament un cànon a dues veus doblat en vuitenes

Les variacions següents tornen a fer aparèixer el baix cromàtic descendent. En la variació 23 es mostra aquest fet prescindint de cap altre material melòdic ni que cridi l'atenció, tan sols un acompanyament harmònic i piano. La variació 24 és similar a les tres primeres, i la 25 és similar a la quarta variació. Per tant, tenim aquí un retorn al principi molt clarament expressat. Després d'això hi ha dues variacions (26-27) escrites en notes dobles que representarien una unitat. La primera d'elles es basa en l'homofonia i la segona, en el cànon. La variació 28 és molt tranquil·la i simple, i segueix el mateix patró d'acompanyament que la variació 17, però aquesta vegada sense cànon melòdic. La variació 29 consisteix en difícils arpegis de tresets de semicorxera. I la variació 30 suposa un coral en valors llargs que baixa la intensitat preparant la coda, una cosa semblant al que succeeix en el primer moviment de la sonata apassionatta.
Les últimes dues variacions formen una unitat en si mateixes, que podria identificar-se com la Coda general de tota la peça. En la variació 31 el tema reapareix intacte en la melodia, sobre un borrós acompanyament en el registre greu. Es produeix un procés d'acumulació de tensió que es resol en la cadència de l'últim compàs, on apareixen les escales en crescendo que condueixen a la variació final (32). Aquesta variació inclou dues variacions realment, cadascuna d'elles separada per un episodi cadencial. Després de l'última d'aquestes dues variacions té lloc l'episodi cadencial final, on apareix una melodia nova que manté l'essència rítmica de la sarabanda del tema però exagerada, marcat fortissimo. La peça acaba amb una escala martellato i fortissimo que després d'arribar al do, es reafirma amb un eco piano.
Una interpretació estàndard dura uns 10-12 minuts.

## Anècdota
Existeix una anècdota que indica que potser Beethoven no tenia en bona consideració aquesta peça dins de la seva producció. Es diu que més tard a la seva vida va escoltar un amic practicant-la. Després d'escoltar una estona va dir "Què és això?" "És teu!", va ser la resposta. "Meu? Aquella peça de bogeria?" va ser la seva rèplica; "Oh, Beethoven, quina merda que vas ser aquells dies!". Tot i que es diu que també podria haver sigut una broma o una ironia.

## Discografia
- Yves Nat, 1955 (EMI Classics)
- Alfred Brendel, 1962 (Abeille Musique: Vox)
- Annie Fischer, 1963 (BBC LEGENDS)
- Ivan Moravec, 1963 (Supraphon)
- Glenn Gould, 1966 (Sony)
- Emil Gilels, 1968 (EMI Classics)[14]
- Claudio Arrau, 1968 (Philips) reedició (Decca)[15]
- Radu Lupu, 1970 (Decca)[16]
- Wilhelm Kempff, 1972 (DG)
- Murray Perahia, 1974 (Sony)
- Olli Mustonen, 1993 (Decca)
- Jenő Jandó, 1993 (Naxos)
- Mitsuko Uchida, 1999 (Philips)
- Earl Wild, 2003 (Abeille Musique: Ivory Classics)[17]
- Cedric Tiberghien, 2003 (Harmonia Mundi)[18]
- Mihaela Ursuleasa, 2010 (Abeille Musique: Berlin Classics)
- Daniel Barenboim, 2016 (DG)